# Paracorophium brisbanensis
Paracorophium brisbanensis is een vlokreeftensoort uit de familie van de Corophiidae. De wetenschappelijke naam van de soort is voor het eerst geldig gepubliceerd in 2002 door Chapman.